# Vostok-L
O foguete Vostok-L (8K72), foi um veículo de lançamento descartável, projetado por Sergei Korolev, 
tendo como base, o Sputnik, foi usado como lançador em vários testes da espaçonave Vostok. 
Esse modelo foi uma evolução do foguete Luna, com um segundo estágio um pouco maior. Apenas quatro lançamentos desse modelo
foram efetuados entre 15 de Maio e 1 de Dezembro de 1960, três dos quais atingiram a órbita pretendida com sucesso.
Lançamentos
- 15 de Maio de 1960, conduzindo a espaçonave Korabl-Sputnik 1
- 28 de Julho de 1960, falha com explosão, matando os dois "cães astronautas"
- 19 de Agosto de 1960, conduzindo a espaçonave Korabl-Sputnik 2
- 1 de Dezembro de 1960, conduzindo a espaçonave Korabl-Sputnik 3

O Vostok-L foi substituído pelo Vostok-K, que propiciava uma capacidade de carga útil maior.